# Škaljari
Škaljari (cyr. Шкаљари) – wieś w Czarnogórze, w gminie Kotor. W 2011 roku liczyła 3841 mieszkańców.